# Traminda subvirgata
Traminda subvirgata là một loài bướm đêm trong họ Geometridae.